# داني ألكوك
داني ألكوك (بالإنجليزية: Danny Alcock)‏ (15 فبراير 1984 في المملكة المتحدة - ) هو لاعب كرة قدم بريطاني في مركز حراسة المرمى. شارك مع منتخب إنجلترا لكرة القدم C ‏ ومنتخب المملكة المتحدة الوطني لكرة القدم. أما مع النوادي، فقد لعب مع ستوك سيتي ونادي أكرينغتون ستانلي ونادي بارنسلي وستافورد رينجرز وKidsgrove Athletic F.C. ‏ ونونيتون بورو ‏ ونادي تاموورث وStone Dominoes F.C. ‏.

## وصلات خارجية
- داني ألكوك على موقع قاعدة بيانات كرة القدم.إي يو (الإنجليزية)
- داني ألكوك على موقع Soccerbase.com (لاعب) (الإنجليزية)